# Legislativní zkratka
Legislativní zkratka je stručné slovní označení, kterým je v textu právního předpisu nahrazováno obšírnější sousloví nebo výčet. Používá se tehdy, jestliže by se jinak nějaký delší pojem nebo vymezení musely v předpise několikrát opakovat. Zpravidla se legislativní zkratka v předpise zavádí tak, že po prvním použití celého pojmu se v závorce uvede „dále jen“ a v uvozovkách stručné označení, které je legislativní zkratkou, například: dědická daň (dále jen „daň“). V dalším textu se pak legislativní zkratka již používá bez uvozovek. 

## Legislativní pravidla v Česku a EU
Vláda České republiky ve svých legislativních pravidlech, kterými se zpravidla řídí i Parlament České republiky, stanoví, že legislativní zkratka musí být složena alespoň z jednoho slova, nesmí obsahovat zkratky slov a nesmí se skládat z velkých písmen. Legislativní zkratka nesmí být zavedena v nadpise ani v poznámce pod čarou. Nesmí být použita v názvu právního předpisu ani v nadpisech, které v textu předcházejí místu jejího zavedení. Za místem jejího zavedení je však nutno ji důsledně používat.
Krajský úřad Karlovarského kraje vydal metodická pravidla pro tvorbu nařízení obcí. Zásady pro používání legislativních zkratek jsou stanoveny obdobně jako v Legislativních pravidlech vlády. Navíc je zmíněn požadavek, že legislativní zkratky mají být výstižné.
Pravidla EU pro jednotnou úpravu dokumentů definují legislativní zkratky tak, že jde o „legislativní zkratky slouží k nahrazení víceslovného spojení jedním nebo několika slovy pro účely použití v dalším textu“, a uvádějí vzor zavedení legislativní zkratky v českém textu.

## Typy legislativních zkratek
Typickým příkladem použití legislativní zkratky je, když v zákoně nebo jeho prováděcím předpise je nejprve zmíněn celý název zákona a doplněn slovy „dále jen zákon“. V dalším textu pak vždy slovo „zákon“ znamená onen konkrétní zákon, zatímco jiné zákony jsou jmenovány plnými názvy či čísly. Podobně bývá zaváděna legislativní zkratka „ministerstvo“ nebo „úřad“, pokud právní předpis opakovaně zmiňuje tentýž úřad. Podobným případem je, když například pro „komise rady obce“ je zavedena zkratka „komise“, nebo když za spojení „odborná způsobilost k provozování silniční dopravy pro cizí potřeby“ je zavedena zkratka „odborná způsobilost“. 
V některých případech je legislativní zkratka v podstatě synonymním, ale stručnějším či srozumitelnějším označením. Například zákon o silniční dopravě zavádí slovo dopravce jako legislativní zkratku za pojem „provozovatel silniční dopravy“. V zákoně o provozu na pozemních komunikacích je za termín „dětský zádržný systém“ zavedena zkratka „dětská autosedačka“ a za „technické prostředky a zařízení, které znemožňují nebo ovlivňují funkci technických prostředků používaných při dohledu na bezpečnost provozu na pozemních komunikacích“ legislativní zkratka „antiradar“. 
Jiným případem je, pokud se některá ustanovení předpisu vztahují na více subjektů či objektů. Pak může být jako legislativní zkratka zavedeno buď nějaké souhrnné označení (například pro „obecně závazné vyhlášky a nařízení obce“ je zavedena zkratka „právní předpis obce“), nebo označení jednoho ze subjektů, jichž se další ustanovení týkají. Například v zákoně o obcích je pro osadní a místní výbory zavedena společná legislativní zkratka osadní výbor, protože jde o dva alternativní názvy téhož typu orgánu. Naproti tomu pro městskou část a městský obvod statutárního města v témž zákoně společná legislativní zkratka zavedena není, ačkoliv jde rovněž o dva alternativní názvy pro orgány podléhající shodné právní úpravě. Ve vyhlášce o přepravním řádu pro veřejnou drážní a silniční osobní dopravu je slovo „stanice“ zavedeno jako legislativní zkratka pro stanice i zastávky veřejné dopravy. 
Zejména poslední zmíněný typ legislativních zkratek může být matoucí, pokud jsou některá ustanovení citována nebo čtena, aniž by bylo citováno nebo čteno zavedení legislativní zkratky. Mnohdy také může nevhodně zvolená legislativní zkratka vést k záměně s obecným pojmem, pokud se v textu předpisu objevuje také. 

## Obdobné nástroje
Podobného účinku jako legislativní zkratka dosahuje například § 38 zákona o provozu na pozemních komunikacích, č. 361/2000 Sb. Ten stanoví, že „ustanovení o provozu na dálnici platí i na silnici pro motorová vozidla“. Tím se fakticky slovo „dálnice“ stává legislativní zkratkou zahrnující i silnice pro motorová vozidla. 
Obdobnou funkci jako legislativní zkratka plní také definice, které obvykle bývají v úvodu právního předpisu. Tak je možno například stanovit, že „vozka je řidič, který řídí potahové vozidlo“, čímž se slovo „vozka“ fakticky stává legislativní zkratkou pro řidiče potahového vozidla. 
Obdobná metoda odkazování, jako je legislativní zkratka, se běžně používá pro označení smluvních stran ve smlouvách. Na úvodní straně smlouvy je podrobně specifikována identita smluvních stran a pro další text smlouvy se použijí zjednodušená obecná označení, například „dodavatel“ a „odběratel“. Někdy se taková slova používají s velkým počátečním písmenem, jako by šlo o vlastní jména. 